# The Enschedé Font Foundry
The Enschedé Font Foundry (TEFF) ist ein Versandhaus für digitalisierte Schriften, das 1991 von Peter Matthias Noordzij gegründet wurde. Das Unternehmen vertreibt bekannte Schriften wie Lexicon, Trinité (von Bram de Does), Renard (von Fred Smeijers), Ruse (von Gerrit Noordzij) und Collis (von Christoph Noordzij).
TEFF ist aus der renommierten Schriftgießerei und Druckerei Joh. Enschedé hervorgegangen, die 1703 gegründet wurde. Im Jahr 1743 begann die Druckerei mit der Herstellung von Schriften und erwarb andere Schriftgießereien. Der Stempelschneider Johann Michael Fleischmann schuf hier eine Reihe bekannter Schriften. Im 20. Jahrhundert kamen namhafte Schriftgestalter hinzu, darunter Sjoerd Hendrik de Roos,  Jan van Krimpen und Bram de Does.